# 2MASS J06411840-4322329
2MASS J06411840-4322329 ist ein 65 Lichtjahre von der Erde entfernter Brauner Zwerg im Sternbild Achterdeck des Schiffs. Er wurde 2008 von I. Neill Reid et al. entdeckt. Er gehört der Spektralklasse L1,5 an.